# Jörg-Tilmann Hinz
Jörg-Tilmann Hinz (* 1947 in Halberstadt) ist ein deutscher Metallbildhauer.

## Leben
Hinz ist der Sohn von Paulus Hinz, zu seinen Brüdern gehören Erdmann-Michael Hinz, Johann-Peter Hinz und Christoph Hinz.
Er absolvierte die Erweiterte Oberschule und machte von 1965 bis 1967 eine Ausbildung zum Gold- und Silberschmied. Von 1967 bis 1972 studierte er an der Kunsthochschule Burg Giebichenstein in der Fachklasse Metall. Seit seinem Hochschuldiplom im Jahr 1975 ist er freiberuflich als Metallbildhauer und freier Künstler tätig. Von 1977 bis 1987 nahm er an sechs Stahlgestalter-Symposien im VEB Chemieanlagenbau Staßfurt teil. 1986 erhielt er einen 3. Preis der IV. Quadriennale des Kunsthandwerks sozialistischer Länder in Erfurt. Hinz war bis 1990 Mitglied des Verbands Bildender Künstler der DDR.
Er ist verheiratet mit der Schmuckkünstlerin Beáta-Maria Hinz (* 1947).

## Werk
Hinz verwendet Stahl und andere Metalle, um mit ihnen frei und raumgreifend zu arbeiten. Zusätzlich zu den klassischen raumplastischen Gestaltungsmitteln setzt er bei seinen kinetischen Arbeiten unterschiedlichste Bewegungselemente gezielt als Ausdrucksträger ein. Im Ergebnis jahrelanger Auseinandersetzung sind so zahlreiche großformatige Mobiles und kinetische Installationen für öffentliche und private Räume entstanden. Ihr besonderer Reiz liegt in dem spannungsvollen Gegensatz ihrer zum Teil apparativ-technischen Konstruktion und dem gestischen Ausdruck der räumlichen, in steigenden und fallenden Kurvenbahnen fließenden Bewegungen. Das ausgeklügelte System unterschiedlich geneigter, kugelgelagerter Achsen bedingt einen für den Betrachter immer wieder überraschenden Verlauf räumlicher Bewegungsfolgen – sanft und gleitend, spielerisch und leicht.
In einzelnen angewandten Aufgabenstellungen verwendet Hinz auch andere Materialien und figurative Motive.
Die meisten seiner Arbeiten stehen im öffentlichen Raum u. a. in Halle, Magdeburg, Merseburg, Dessau, Eisenach, Erfurt, Leipzig, Stendal, Wernigerode, Jena, Wolfen, Aurich, Celle, Essen und Berlin und sind im Ergebnis zahlreicher gewonnener Wettbewerbe und Stipendien entstanden.

## Werke (Auswahl)

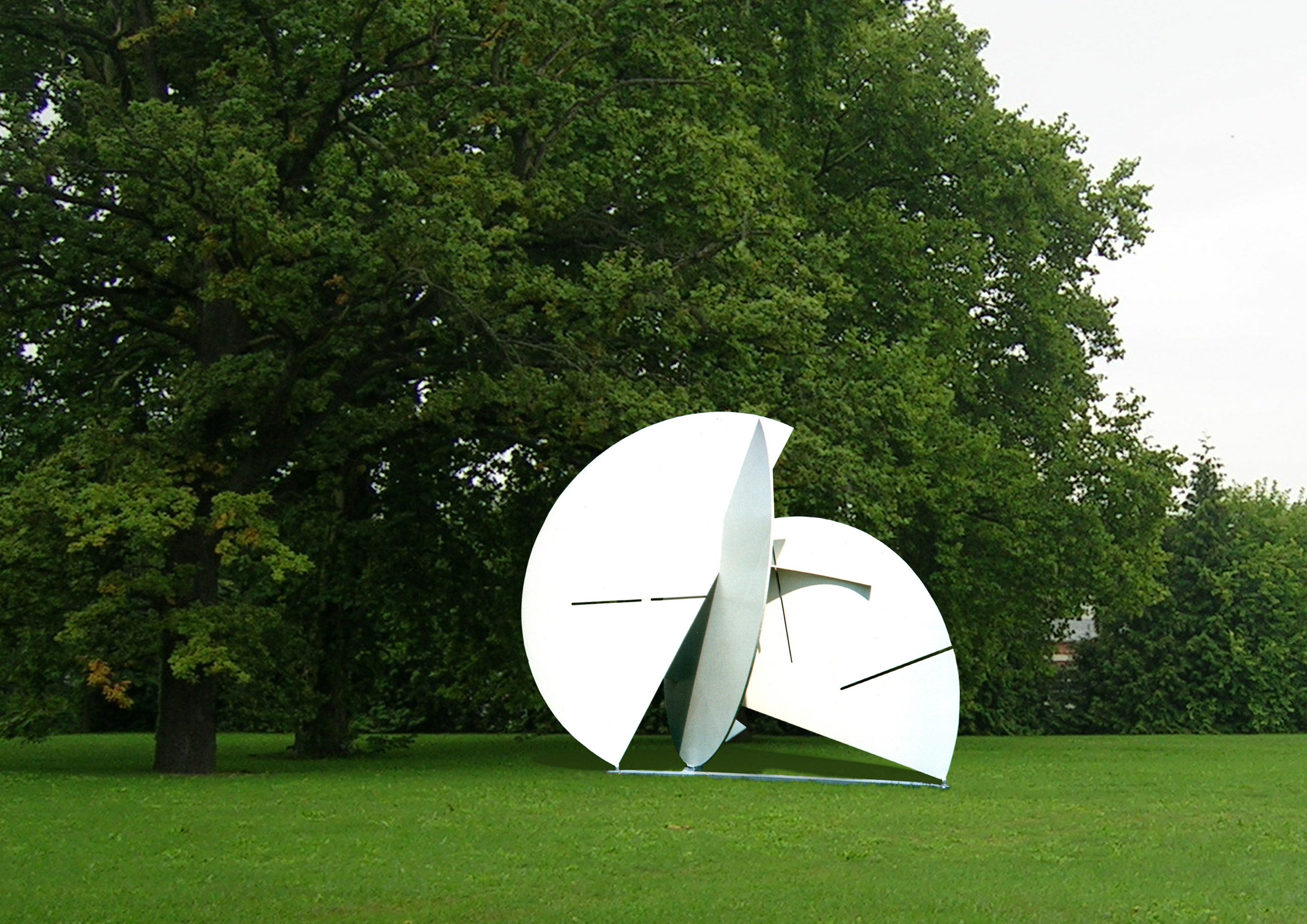
Angelos. Stahl – geschnitten, geschweißt. Höhe 3 m.
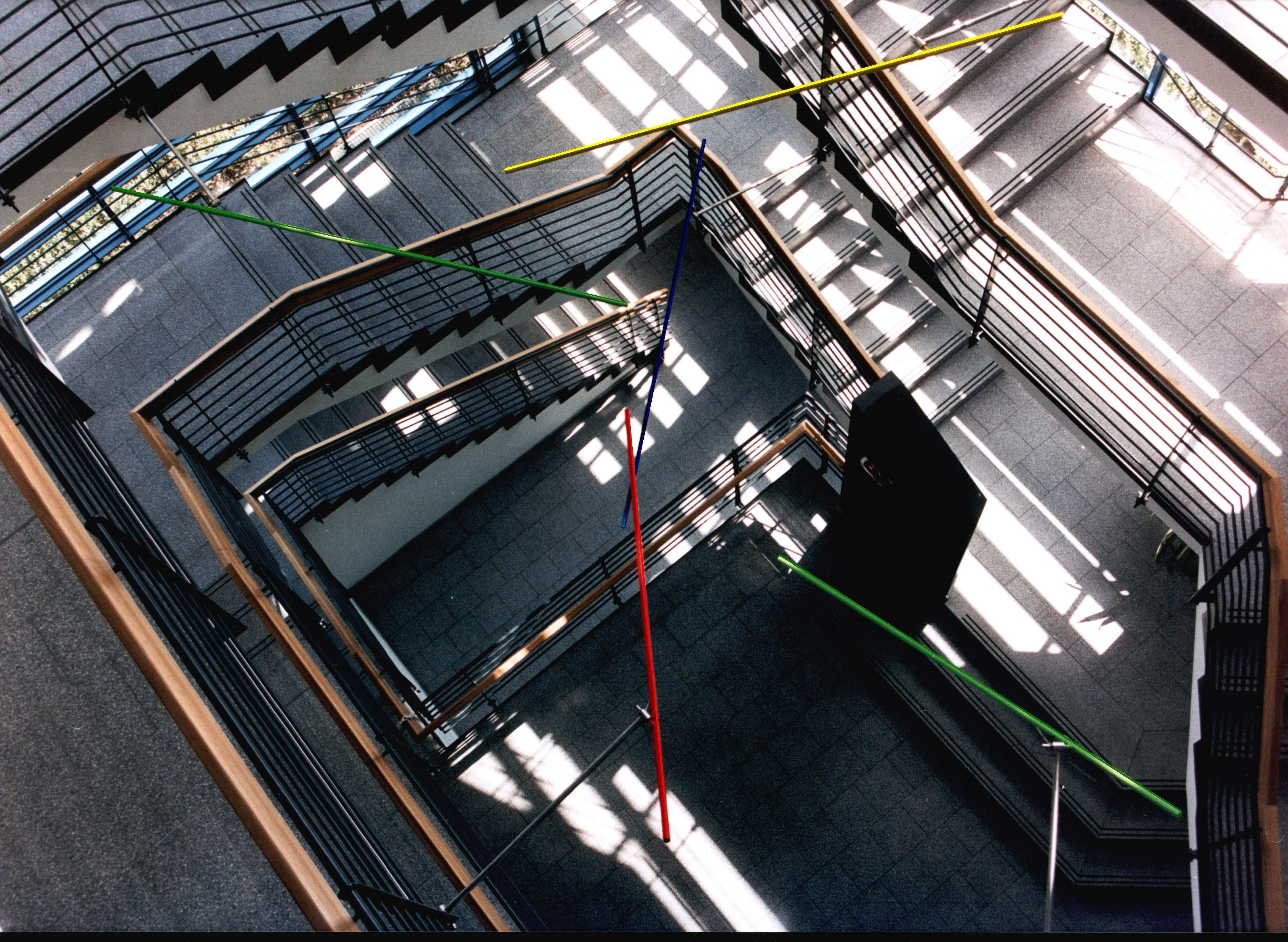
Kinetische Installation. Kohlefaserstäbe mit integrierten Mikroantrieben agieren im Raum. LAA Dessau 2002
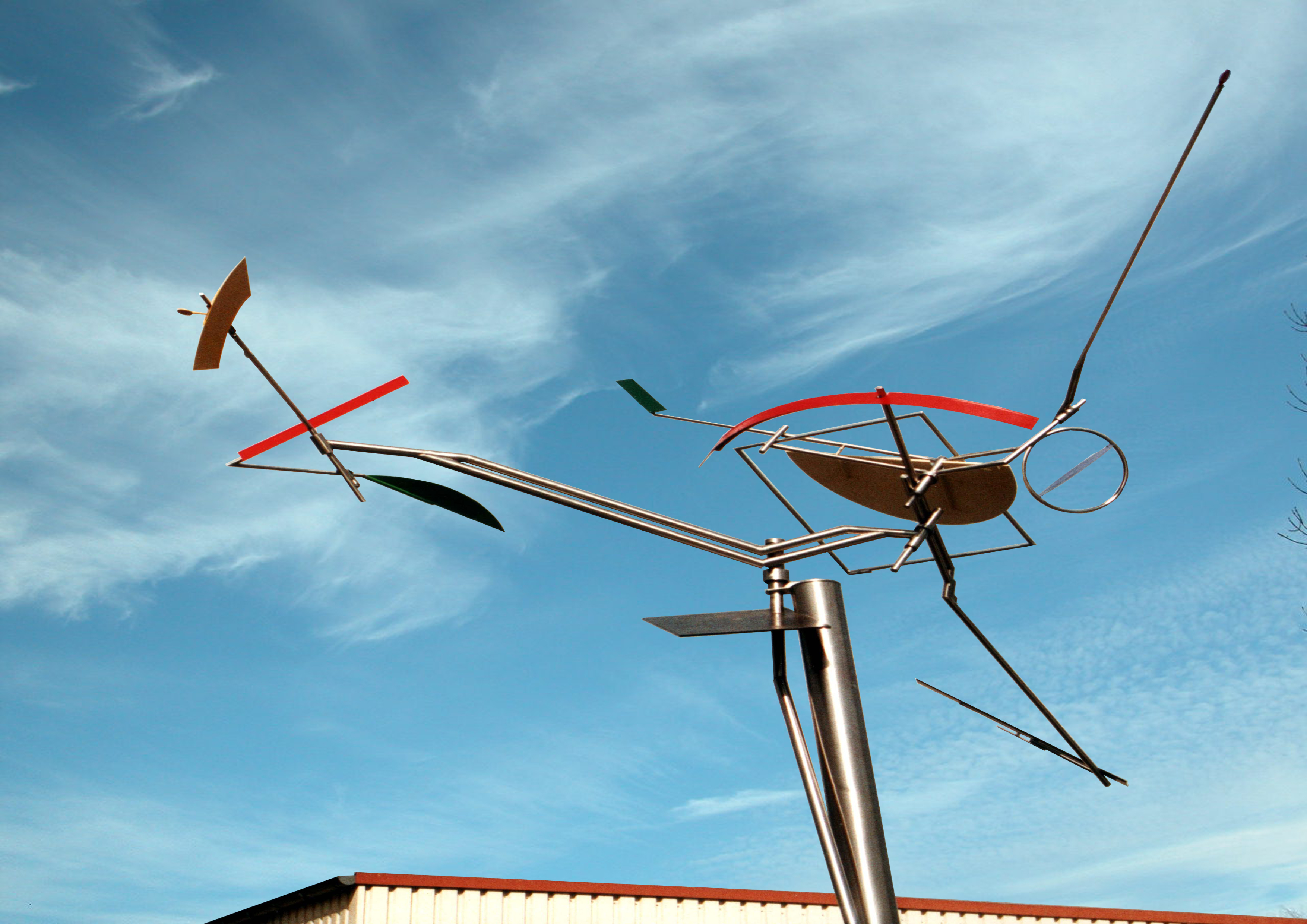
Windmobile in Ingelbach, Cr-Ni-Stahl, Aluminium, Acryllack, Wälz- und Kugellager. Höhe 7,8 m.

- Aerobiont I in Magdeburg, 1992/93
- Mobiles im Krankenhaus Martha-Maria in Halle-Dölau, 2006
- Wetterfahne in Domnitz 2008

## Teilnahme an zentralen und regional wichtigen Ausstellungen in der DDR
- 1979: Halle, Bezirkskunstausstellung
- 1981: Karl-Marx-Stadt, Ausstellungshalle 2 am Schlossteich („Junge Künstler der DDR ´81“)
- 1981 und 1986: Halle, Staatliche Galerie Moritzburg („Metallgestaltung in der DDR“ I und II)
- 1982/1983 und 1987/1988: Dresden, IX. und X. Kunstausstellung der DDR